# Misotermes
Misotermes är ett släkte av tvåvingar. Misotermes ingår i familjen puckelflugor.
Kladogram enligt Catalogue of Life:
| Misotermes | \| \| Misotermes exenterans \| \| \| \| \| \| Misotermes vicinus \| \| \| \| |
|            | \| \| Misotermes exenterans \| \| \| \| \| \| Misotermes vicinus \| \| \| \| |
|            | Misotermes exenterans                                                        |
|            |                                                                              |
|            | Misotermes vicinus                                                           |
|            |                                                                              |